# Mutual (Oklahoma)
Mutual is een plaats (town) in de Amerikaanse staat Oklahoma, en valt bestuurlijk gezien onder Woodward County.

## Demografie
Bij de volkstelling in 2000 werd het aantal inwoners vastgesteld op 76.
In 2006 is het aantal inwoners door het United States Census Bureau geschat op 78, een stijging van 2 (2,6%).

## Geografie
Volgens het United States Census Bureau beslaat de plaats een oppervlakte van
0,7 km², geheel bestaande uit land. Mutual ligt op ongeveer 571 m boven zeeniveau.

## Plaatsen in de nabije omgeving
De onderstaande figuur toont nabijgelegen plaatsen in een straal van 28 km rond Mutual.